# Notarkammer Oldenburg
Die Notarkammer Oldenburg ist eine Körperschaft des öffentlichen Rechts in Oldenburg (Niedersachsen), in der die Notare aus dem Bezirk des Oberlandesgerichts Oldenburg organisiert sind und die ihre Interessen vertritt. Der Kammerbezirk umfasst die Landgerichtsbezirke Aurich, Oldenburg und Osnabrück. Derzeit hat die Notarkammer Oldenburg 480 Mitglieder (Stand 1. September 2010).
Aufsichtsbehörde ist das Justizministerium Niedersachsen.

## Präsidium
- Präsident: Uwe Miermeister
- Vizepräsident: Horst Droit
- Vizepräsident: Arend Nutzhorn

## Geschäftsführung
- Henning de Buhr
- Sabine Kantin